# Expedition Grizzly
Expedice Grizzly (Expedition Grizzly) je americký dokumentární film televize National Geographic Channel. Přírodovědec Casey Anderson se v něm vydává do aljašského Katmaiského národního parku, aby zde našel medvědy grizzly. Mimoto jej však také čekají setkání s medvědem kodiakem. Premiéru měl dokument v roce 2009.